# BL Волка
BL Волка (лат. BL Lupi) — одиночная переменная звезда в созвездии Волка на расстоянии (вычисленном из значения параллакса) приблизительно 5314 световых лет (около 1629 парсеков) от Солнца. Видимая звёздная величина звезды — от менее +16,2m до +14,2m.

## Характеристики
BL Волка — оранжево-красный гигант, пульсирующая переменная звезда, мирида (M) спектрального класса M-K. Радиус — около 21,32 солнечных, светимость — около 58,964 солнечных. Эффективная температура — около 3464 K.